# Кисть для бритья

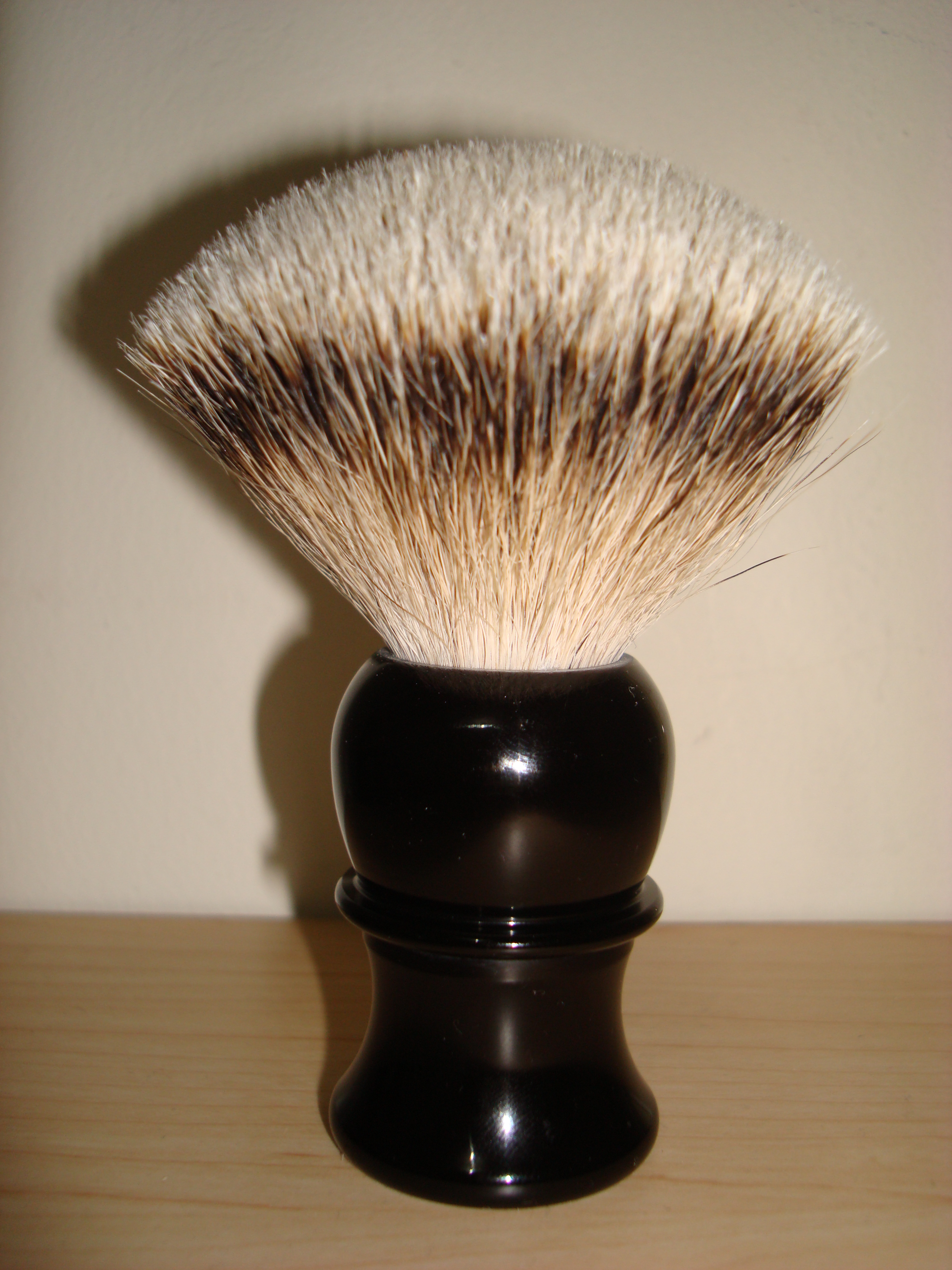
Помазок для бритья с барсучьей шерстью

Кисть для бритья (бритвенная кисть, помазок, щётка) — мужской аксессуар, применяемый для бритья.
Состоит из рукоятки и собственно кисти. Рукоятка изготавливается как из простых материалов — из дерева и пластмассы, так и редких — слоновая кость, хрусталь или даже золото. Кисть состоит из пучка (различного размера) натуральных или синтетических материалов, используют чаще всего шерсть кабана, барсука и даже экзотических животных, например, полосатошейного мангуста. Любопытно, что во Франции кисть так и называется «барсук» (фр. blaireau).

## Применение

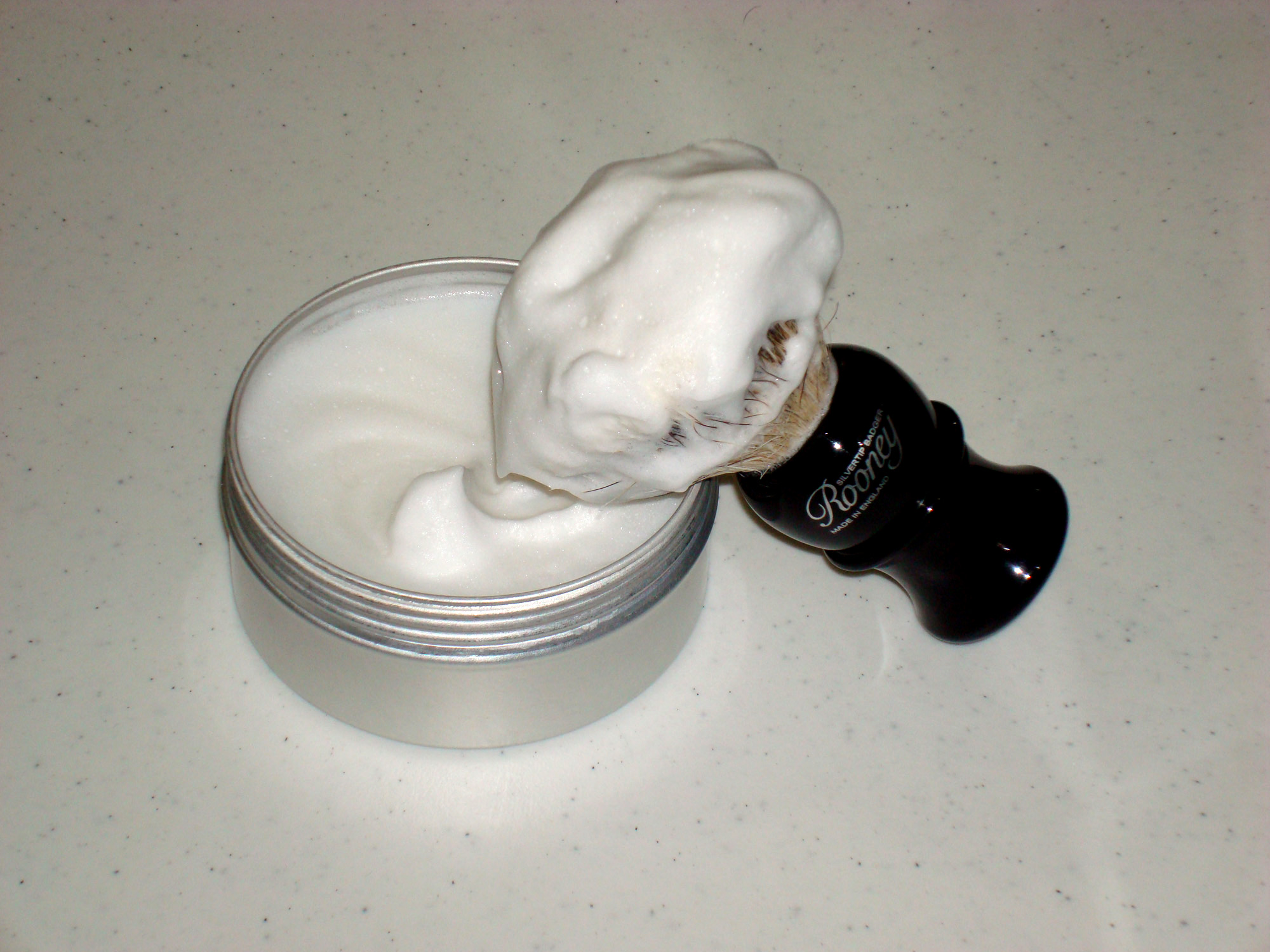
Помазок и пена, созданная при его помощи

Кисточка-помазок является инструментом, который при помощи специального мыла или крема для бритья создаёт густую пену, необходимую, чтобы защитить кожу и смягчить волоски во время бритья. Пена создаётся путём смачивания кисточки, добавления крема, геля или мыла, и вращательного движения кисточки в специальной ёмкости, на ладони или непосредственно на коже лица. Качество материала, используемого при изготовлении кисточки, является определяющим для способности удерживать достаточное количество воды, и, как следствие, создавать густую и однородную пену.
Кроме того, при помощи созданной таким образом пены кисточка массирует кожу, делая процесс бритья менее болезненным и помогая избежать раздражения кожи. Для этого немаловажной является прочность волос кисточки.

## История
Точная дата появления этих кистей неизвестна. Современные кисти для бритья появились во Франции в 1750-х годах в парикмахерских. До этого пену на лицо наносили и растирали просто рукой. С 1800-х годов она стала использоваться в повседневной жизни состоятельных граждан, став даже символом статуса.